# Mamadou Jimi Mbaye
Mamadou Jimi Mbaye, detto Jimi Mbaye (Dakar, 2 ottobre 1957 – Dakar, 12 febbraio 2025), è stato un chitarrista senegalese.
Oltre a far parte dei Super Etoile de Dakar con Youssou N'Dour, ha registrato due album come solista: "Dakar Heart" e "Yaye Digalma". possiede anche uno studio di registrazione chiamato "Studio Dogo".
Utilizza quasi soltanto chitarre Fender Stratocaster.

## Collegamenti
Studio Diogo